# Berlins vapen

Berlins vapen representerar både staden och förbundslandet Berlin.

Berlins vapen är staden och förbundslandet Berlins vapen och visar den berlinska björnen. Under flera århundraden fanns i berlinska sigill och vapenbilder inte bara denna björn utan också Brandenburgs och Preussens örnar. Nuvarande utformning fastställdes 1954.

## Historia
Björnen var inte ursprungligen stadens symbol utan har genom tiderna konkurrerat med andra märken. Vapnen och sigillen påverkades delvis av såväl politiska som historiska skäl; under flera århundraden fanns i berlinska sigill och vapenbilder inte bara denna björn utan också Brandenburgs och Preussens örnar. Det äldsta kända sigillet med Berlinbjörnar är emellertid från 1280. Varför björnen kom att användas som symbol för Berlin har inget helt entydigt svar, eftersom källmaterialet inte är fullständigt. Troligtvis handlar det dock om ett talande vapen, en under medeltiden populär metod där man valde vapen efter ljudlikheten med stadens namn; det tyska ordet för björn är Bär.

### Nuvarande vapen
Det nuvarande utseendet på vapnet fastställdes 1954 och gällde då för Västberlin. Till grund för det nya vapnet låg den lag i Västberlin som trädde i kraft 1950 som i artikel 5 fastslår att Berlin i sin flagga, vapen och sigill har en björn och flaggan i färgerna vitt och rött. Det avgjorde genom en tävling med tolv konstnärer där tre bidrag valdes ut för att kora en vinnare. Kommittén som skulle välja vapen bestod av den regerande borgmästaren Ernst Reuter, tre senatorer, flera parlamentsledamöter och konstnärer.
Richard Blanks vapen valdes men ett slutgiltigt godkännade drog ut på tiden då vapnet kritiserades. Då man inte kunde enas om vapnet valde man istället 13 maj 1954 Ottfried Neubeckers variant. Istället för en murkrona valde man att ha en lövkrona. Vapnet har fortsatt att gälla efter Berlins återförening. Berlins magistrat i Östberlin fortsatte att använda det vapen som börjat användas 1920 med en röd murkrona ovanför skölden.
Berlins stadsdelsområden (Bezirke) använder egna vapen vid sidan om stadsvapnet vilka fastställdes i mitten av 1950-talet. De har alla en murkrona ovanför sina sköldar där Berlins vapen återfinns i mitten för att visa att man är delar av Berlin. I samband med områdesreformen 2001 skapades nya vapen i de fall områden slogs samman.

## Galleri

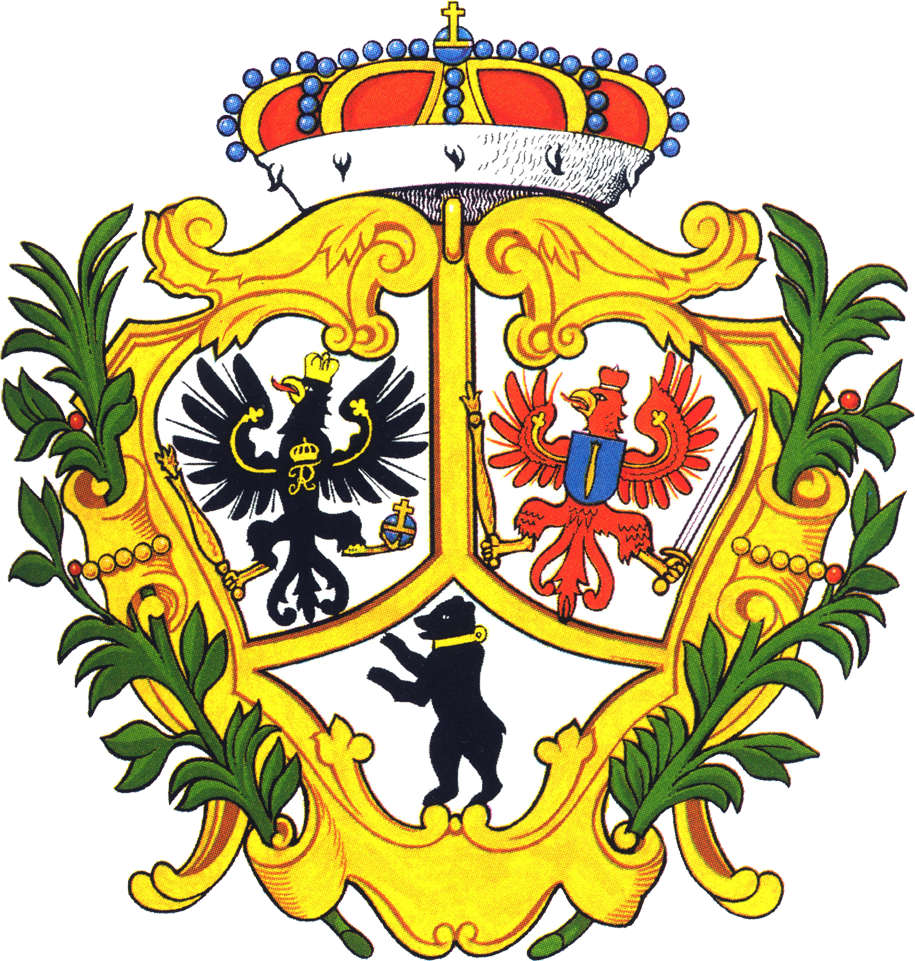
Vapen från 1709
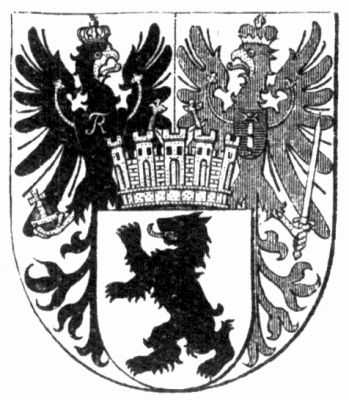
Vapen från 1875
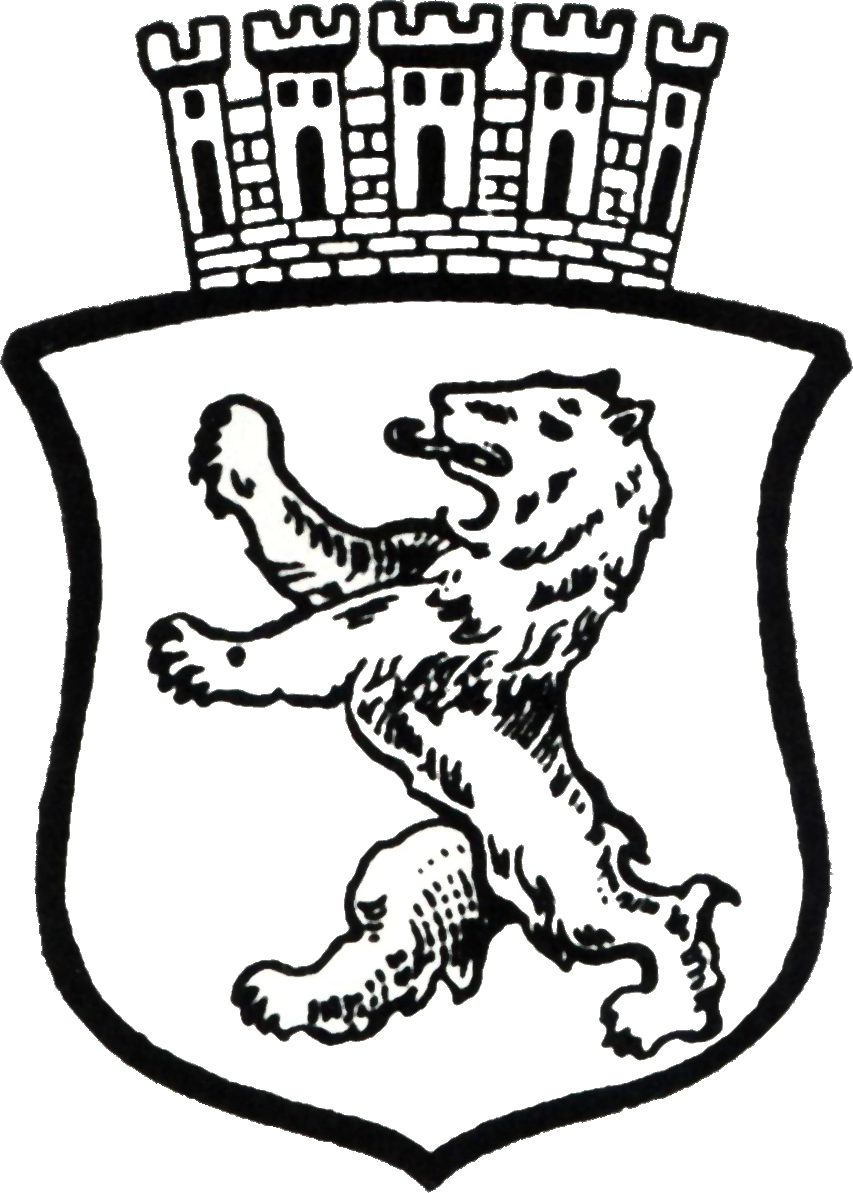
Vapen från 1883
Vapen framtaget 1934 och senare använt i Östberlin
Flaggan sedan 1911

## Blasonering
Das Landeswappen zeigt in silbernem (weißem) Schild einen rot bewehrten und rot gezungten, aufrecht schreitenden schwarzen Bären. Auf dem Schild ruht eine goldene, fünfblätterige Laubkrone, deren Stirnreif als Mauerwerk mit einem geschlossenen Tor in der Mitte ausgestattet ist.
Översättning av blasoneringen till svenska: "Landsvapnet visar i silverne (vit) sköld en upprätt gående svart björn med röd beväring och röd tunga. På skölden vilar en gyllene, fembladig lövkrona, vars ring utgörs av murverk utrustat med en stängd port i mitten."